# Turecká hymna
Hymna Turecka je píseň İstiklâl Marşı (česky Pochod nezávislosti).
Hymna je zároveň hymnou Severního Kypru (Severokyperské turecké republiky), nezávislého státu, který však není mezinárodně uznán. Sever ostrova Kypr je po turecké invazi pod vlivem Turecka.

## Historie hymny
Píseň İstiklâl Marşı byla schválena jako státní hymna v roce 1921. Tehdy byla vyhlášena soutěž na slova hymny a posuzovala se celkem 724 díla. Komise jednomyslně přijala báseň, kterou napsal básník Mehmet Akif Ersoy. Další soutěž byla vyhlášena na hudbu a konkursu se zúčastnilo 24 skladatelů. Komise, která měla možnost se sejít pouze jednou, v roce 1924, během války o nezávislost, přijala hudbu, kterou složil Ali Rıfat Çağatay. Po osmi letech však byla hudba změněna a nyní platí ta, kterou napsal dirigent prezidentského symfonického orchestru Zeki Üngör. Báseň má celkem 10 slok, ale zpívají se jen první dvě.

## Text a český překlad
| İstiklâl Marşı Korkma, sönmez bu şafaklarda yüzen al sancak; Sönmeden yurdumun üstünde tüten en son ocak. O benim milletimin yıldızıdır, parlayacak; O benimdir, o benim milletimindir ancak. Çatma, kurban olayım, çehreni ey nazlı hilal! Kahraman ırkıma bir gül! Ne bu şiddet, bu celâl? Sana olmaz dökülen kanlarımız sonra helâl… Hakkıdır, Hakk'a tapan, milletimin istiklâl! | Pochod nezávislosti Nebojte se a nemračte se, rudá vlajka nikdy nevybledne. Je poslední nehasnoucí oheň našeho národa. Má národní hvězda vždy bude zářit, je hvězdou mého národa i hvězdou mou. Neobávej se, půlměsíci, jsem připraven se pro tebe obětovat. Usměj se na hrdinný národ, nač se hněvat? Pokud budeš rozzloben, naše hrdinné prolití krve nebude mít žádný smysl. Na svobodu má právo každý národ, který uctívá Boha a usiluje o to, co je správné. |